# Ioannis Threpsiadis
Ioannis Threpsiadis (griechisch Ιωάννης Θρεψιάδης) (* 1907 in Athen; † 1962 in Athen) war ein griechischer Klassischer Archäologe.
Er studierte Archäologie in Athen, Deutschland und den Vereinigten Staaten. Nach seiner Ausbildung führte er ab 1931 unter Konstantinos Kourouniotis Ausgrabungen am Demeter-Heiligtum in Eleusis durch. 1934 machte er zusammen mit Ioannis Travlos Probegrabungen in Megara. Ein Jahr später entdeckte er bei Ausgrabungen in Piräus die Befestigung des athenischen Hafens Munychia und die Reste des Tempels der Artemis Munychia.
1940 begann er mit Ausgrabungen in Galaxidi, die jedoch durch den Zweiten Weltkrieg unterbrochen wurden. Nach dem Krieg wurde er Ephoros in Böotien und leitete ab 1955 bis 1961 die Erforschung der mykenischen Festung von Gla. 1956 führte er auch Ausgrabungen in Aulis durch. Gegen Ende seiner Karriere war er Kurator des Akropolismuseums, des Archäologischen Nationalmuseums und des Agoramuseums.
Ioannis Threpsiadis war Mitglied in der Archäologischen Gesellschaft Athen.

## Schriften
- Ελευσινιακά : τεύχος Α. 1932 (Mitautor)
- mit Eugene Vanderpool: Themistokles’ Sanctuary of Artemis Aristoboule. In: Archaiologikon Deltion 19, 1, 1964, S. 29–36.